# Josef Šťastný (1961)
Josef Šťastný (30. ledna 1961 – 25. ledna 2024) byl československý basketbalista, účastník Mistrovství Evropy juniorů 1980.
V československé basketbalové lize v letech 1978–1991 celkem odehrál 13 sezón za kluby Zbrojovka Brno, Dukla Olomouc a Baník Handlová. Byl dvakrát vicemistrem Československa (1979, 1980) a má tři třetí místa. Je na 47. místě tabulky střelců československé ligy s celkovým počtem 4024 bodů.
S týmem Zbrojovka Brno se zúčastnil 3 ročníků evropských klubových pohárů v basketbale a to Poháru evropských mistrů 1979 s účastí ve čtvrtfinálové skupině a dvakrát FIBA Poháru Korač 1981 s účastí ve čtvrtfinálové skupině a ročníku 1982, v němž byli ve 2. kole vyřazeni italským Fortitudo Bologna. 
Za reprezentační družstvo Československa mužů v letech 1988–1986 odehrál 27 zápasů. Dále hrál na Mistrovství Evropy v basketbale juniorů v roce 1980 v jugoslávském Celje (8. místo).

## Hráčská kariéra

### Hráč klubů
- Československá basketbalová liga celkem 13 sezón (1978–1991) a 4024 bodů (47. místo)
- 1978–1983 Zbrojovka Brno – 2x 2. místo (1979, 1980), 3. místo (1981), 4. místo (1982), 7. místo (1983)
- 1983–1988 Dukla Olomouc – 2x 3. místo (1984, 1986), 4. místo (1987), 7. místo (1985), 10. místo (1988)
- 1988–1991 Baník Handlová – 2x 7. místo (1989, 1991), 9. místo (1990)

Evropské poháry klubů – Zbrojovka Brno
- Pohár evropských mistrů – 1978–79 6 zápasů (4-2) 2. místo Ve čtvrtfinálové skupině E
- FIBA Pohár Korač
  - 1980–81 8 zápasů (3-5) – 2. místo ve čtvrtfinálové skupině C
  - 1981–82 2 zápasy (1-1) – 2. kolo Latte Sole Fortitudo Bologna, Itálie (60-59, 86-104)

### Československo
- Za reprezentační družstvo Československa mužů v letech 1985–1986 hrál 27 zápasů
- Mistrovství Evropy juniorů 1980 – Celje, Jugoslávie (14 bodů /3 zápasy) 8. místo